# Thomas Handschin
Thomas Handschin (* 28. November 1973 in Winterthur) ist ehemaliger Schweizer Bobsportler und Leichtathlet. Er war von 1994 bis 1999 als Bob-Anschieber tätig.

## Karriere
Als Anschieber von Christian Reich nahm Handschin gemeinsam mit Steve Anderhub und Cédric Grand für die Schweiz an den Olympischen Winterspielen 1998 in Nagano teil. Als Team „Schweiz II“ belegten sie im Viererbob-Wettkampf den siebten Platz und holten sich ein Olympisches Diplom.
Sein Bruder Roman Handschin nahm 2006 in Turin an den olympischen Bobwettkämpfen teil.
In der Leichtathletik war Handschin nur auf nationaler Ebene aktiv. Sein grösster Erfolg war ein dritter Platz über 4 × 200 m bei den Schweizer Meisterschaften im Jahr 2000.